# Micromeria elliptica
Micromeria elliptica là một loài thực vật có hoa trong họ Hoa môi. Loài này được K.Koch mô tả khoa học đầu tiên năm 1849.